# Germania Superior

Romerska provinsen Germania Superior placering i romerska riket kring år 117.

Germania Superior var en provins belägen i motsvarande dagens Alsace, Frankrike, som infogades i romerska riket av kejsar Domitianus år 83 e.Kr.  Provinsen omfattade territoriellt delar av motsvarande dagens Schweiz, Frankrike och sydvästra Tyskland ("Agri decumates" Decumatland). Provinsen gränsade i norr till Germania Inferior (senare Germania Secunda), i väst Gallia Belgica och Gallia Lugdunensis samt i sydväst och sydost Gallia Narbonensis.